# 臺灣區塊鏈大學聯盟
臺灣區塊鏈大學聯盟（英語 : Taiwan Blockchain Academia，簡稱TBA），是由中華民國境內15所大學所組成的學術聯盟系統，2019年5月31日成立，成立的宗旨在於促進臺灣各大學的區塊鏈技術交流，搭上美國、中國大陸等研究大數據與人工智慧的潮流。
區塊鏈是近幾年全世界熱切討論的新興科技，為了因應此潮流，該聯盟將整合各校資源，推動培育臺灣區塊鏈人才，扎根區塊鏈研究，並建置論壇、舉辦研討會及論文發表會、發行刊物及區塊鏈產業地圖、舉辦企業參訪、媒合企業及各校區塊鏈人才、推動區塊鏈國際交流。
聯盟中各校均有不同的優勢，例如國立台灣師範大學和國立彰化師範大學合作成立第一個基礎區塊鏈高中教室，將區塊鏈技術應用於教育學領域；國立清華大學則創立台灣第一個區塊鏈法律研究中心，將區塊鏈技術應用於法學領域。

## 成員校
- 國立台灣大學
- 國立政治大學
- 國立清華大學
- 國立陽明交通大學
- 國立台灣科技大學
- 國立台灣師範大學
- 國立東華大學
- 國立成功大學
- 國立彰化師範大學
- 國立臺北科技大學
- 淡江大學
- 長庚大學
- 輔仁大學
- 國立高雄科技大學
- 中國醫藥大學
- 東吳大學
- 實踐大學